# Дафнис и Хлоя (балет)
Это статья о балете на музыку Равеля — наиболее известном и многократно поставленном. Существуют и другие балеты по тому же сюжету: балет на музыку Б. А. Циммермана, поставленный в 1969 году в Мюнхене, и балет композитора Л. Шписа с названием «Пастораль», поставленный в Лейпциге в 1942 году.
«Дафнис и Хлоя» (фр. Daphnis et Chloé) — одноактный балет на музыку Мориса Равеля и либретто Михаила Фокина по одноимённому роману древнегреческого писателя Лонга о любви пастуха и пастушки.

## История создания
Равель начал писать музыку балета в 1909 году по заказу Сергея Дягилева. Премьера состоялась в парижском театре Шатле 8 июня 1912 года (труппа Дягилева, декорации и костюмы — Леон Бакст, хореография — Михаил Фокин, дирижёр — Пьер Монтё). Партии Дафниса и Хлои исполняли Вацлав Нижинский и Тамара Карсавина. Позднее главные партии исполняли сам Михаил Фокин и его жена Вера Фокина.
Это самое длинное произведение Равеля; его целостность поддерживается благодаря постоянному использованию небольшого числа лейтмотивов. Композитор называл «Дафниса и Хлою» «хореографической симфонией» и характеризовал следующим образом:

В этом сочинении я задумал дать большую музыкальную фреску, в которой не столько стремился воссоздать подлинную античность, сколько запечатлеть Элладу моей мечты, близкую тому представлению о древней Греции, которое воплощено в произведениях французских художников и писателей конца XVIII века.

## Действующие лица
Имена приводятся по русскому переводу романа С. П. Кондратьева. В скобках указаны первые исполнители партий.
- Дафнис, молодой пастух-козопас (Вацлав Нижинский)
- Хлоя, молодая пастушка овец (Тамара Карсавина)
- Ламон, старый пастух (Энрико Чеккетти)
- Доркон[2], волопас, влюблённый в Хлою (Адольф Больм)
- Ликэнион, женщина, влюблённая в Дафниса
- Бриаксис, предводитель пиратов
- Пан
- Три нимфы
- Пастухи и пастушки, пираты

## Содержание балета
Сюжет романа Лонга сильно сокращён и упрощён. Балет состоит из трёх картин:
- Картина 1. Поляна на опушке священного леса

- - 1. Вступление и религиозный танец
  - 2. Общий танец
  - 3. Гротескный танец Доркона
  - 4. Лёгкий и грациозный танец Дафниса
  - 5. Танец Ликэнион
  - 6. Ноктюрн. Медленный и таинственный танец нимф

- Картина 2. Лагерь пиратов

- - 7. Вступление
  - 8. Воинственный танец
  - 9. Танец Хлои

- Картина 3. Пейзаж первой картины

- - 10. Восход солнца
  - 11. Пантомима
  - 12. Общий танец

## Состав оркестра
- Флейта-пикколо, две флейты (вторая также заменяется на флейту-пикколо), альтовая флейта (G), два гобоя, английский рожок, малый кларнет (Es), два кларнета (A, B), бас-кларнет (B), три фагота, контрафагот

- Четыре валторны (F), четыре трубы (C), три тромбона, туба

- Литавры, там-там, треугольник, бубен, малый барабан, французский барабан, античные тарелочки, кастаньеты, тарелки, эолифон, большой барабан, челеста, колокольчики, ксилофон

- Две арфы

- Первые скрипки, вторые скрипки, альты, виолончели, контрабасы (с «до» контроктавы)

- Смешанный хор (поющий без слов)

Когда Дягилев ставил балет в 1914 году в Лондоне, он устранил из музыки партии хора. Равель был недоволен этим и написал сердитое открытое письмо в газету «Таймс».

## Сюиты
Равель составил из музыки балета две оркестровых сюиты, которые могут исполняться с хором или без него. Первая сюита составлена в 1911 году на основе номеров 6, 7, 8 оригинального балета; вторая сюита составлена в 1912 году на основе номеров 10, 11, 12. Вторая сюита пользуется большей популярностью; она была переложена для фортепиано в четыре руки Глазуновым.
Кроме того, Равель составил в 1913 году из музыки балета сюиту для фортепиано.

## Позднейшие постановки
На протяжении XX века сочинение Равеля использовали в своих постановках такие хореографы, как Фредерик Аштон (1951), Серж Лифарь, Жорж Скибин (1959), Май Мурдмаа (1974), Джон Кранко, Джон Ноймайер, Глен Тетли (1975). 

### Мариинский театр
В 1974 году на творческом вечере Михаила Барышникова в Театре им. Кирова балет был показан в постановке Май Мурдмаа. В спектакле, изначально созданном в театре «Эстония», хореограф придерживалась фокинского либретто.
В 2005 году для бенефиса балерины Дарьи Павленко хореограф Кирилл Симонов поставил свою версию, отказавшись от либретто Фокина. Спектакль был показан один раз и не вошёл в репертуар театра.
16 ноября 2019 года состоялась премьера балета в хореографии Владимира Варнавы, художник Павел Семченко (исполняется в Концертном зале). 
14 февраля 2020 года на Приморской сцене (Владивосток) состоялась премьера новой версии балета по изменённому либретто, хореограф — Дмитрий Пимонов.